# Ninho/Diskografie
Diese Diskografie ist eine Übersicht über die musikalischen Werke des französischen Rappers Ninho. Den Schallplattenauszeichnungen zufolge hat er bisher mehr als 44,7 Millionen Tonträger verkauft. Seine erfolgreichste Veröffentlichung ist das Album Destin mit über eine Million verkauften Einheiten.

## Alben

### Studioalben
| Jahr | Titel Musiklabel                          | Höchstplatzierung, Gesamtwochen, AuszeichnungChartplatzierungen (Jahr, Titel, Musiklabel, Platzierungen, Wochen, Auszeichnungen, Anmerkungen) | Höchstplatzierung, Gesamtwochen, AuszeichnungChartplatzierungen (Jahr, Titel, Musiklabel, Platzierungen, Wochen, Auszeichnungen, Anmerkungen) | Höchstplatzierung, Gesamtwochen, AuszeichnungChartplatzierungen (Jahr, Titel, Musiklabel, Platzierungen, Wochen, Auszeichnungen, Anmerkungen) | Anmerkungen                                                           |
| Jahr | Titel Musiklabel                          | FR | BEW | CH | Anmerkungen                                                           |
| ---- | ----------------------------------------- | --- | --- | --- | --------------------------------------------------------------------- |
| 2017 | Comme prévu Mal Luné Music/Rec. 118 (WMG) | FR1 Diamant · (110 Wo.)FR | BEW3 (… Wo.)BEW | CH28 (1 Wo.)CH | Erstveröffentlichung: 8. September 2017 Verkäufe: + 500.000           |
| 2019 | Destin Mal Luné Music/Rec. 118 (WMG)      | FR1 ×2Doppeldiamant · (156 Wo.)FR | BEW1 Gold · (… Wo.)BEW | CH2 (37 Wo.)CH | Erstveröffentlichung: 22. März 2019 Verkäufe: + 1.010.000             |
| 2021 | Jefe Mal Luné Music/Rec. 118 (WMG)        | FR1 Diamant · (… Wo.)FR | BEW1 (… Wo.)BEW | CH4 Platin · (44 Wo.)CH | Erstveröffentlichung: 3. Dezember 2021 Verkäufe: + 515.000            |
| 2023 | NI Mal Luné Music/Rec. 118 (WMG)          | FR1 ×2Doppelplatin · (… Wo.)FR | BEW1 (81 Wo.)BEW | CH2 (13 Wo.)CH | Erstveröffentlichung: 30. Juni 2023 Verkäufe: + 200.000               |
| 2024 | GOAT Mal Luné Music/Rec. 118 (WMG)        | FR1 Platin · (… Wo.)FR | BEW1 (… Wo.)BEW | CH2 (… Wo.)CH | Erstveröffentlichung: 25. Oktober 2024 Verkäufe: + 100.000; mit Niska |

### Mixtapes
| Jahr | Titel Musiklabel                          | Höchstplatzierung, Gesamtwochen, AuszeichnungChartplatzierungen (Jahr, Titel, Musiklabel, Platzierungen, Wochen, Auszeichnungen, Anmerkungen) | Höchstplatzierung, Gesamtwochen, AuszeichnungChartplatzierungen (Jahr, Titel, Musiklabel, Platzierungen, Wochen, Auszeichnungen, Anmerkungen) | Höchstplatzierung, Gesamtwochen, AuszeichnungChartplatzierungen (Jahr, Titel, Musiklabel, Platzierungen, Wochen, Auszeichnungen, Anmerkungen) | Anmerkungen                                                |
| Jahr | Titel Musiklabel                          | FR | BEW | CH | Anmerkungen                                                |
| ---- | ----------------------------------------- | --- | --- | --- | ---------------------------------------------------------- |
| 2014 | Ils sont pas au courant, vol. 1 DJ Quick  | — | — | — | Erstveröffentlichung: 17. Februar 2014                     |
| 2014 | En attendant I.S.P.A.C. 2 Selbstverlag    | — | — | — | Erstveröffentlichung: 2014                                 |
| 2016 | I.S.P.A.C. 2 Selbstverlag                 | — | — | — | Erstveröffentlichung: 18. Januar 2016                      |
| 2016 | M.I.L.S Mal Luné Music/Rec. 118 (WMG)     | FR22 ×3Dreifachplatin · (92 Wo.)FR | BEW48 (42 Wo.)BEW | — | Erstveröffentlichung: 21. Oktober 2016 Verkäufe: + 300.000 |
| 2019 | M.I.L.S 2.0 Mal Luné Music/Rec. 118 (WMG) | FR2 Diamant · (136 Wo.)FR | BEW6 (… Wo.)BEW | CH25 (3 Wo.)CH | Erstveröffentlichung: 30. März 2018 Verkäufe: + 500.000    |
| 2020 | M.I.L.S 3.0 Mal Luné Music/Rec. 118 (WMG) | FR1 Diamant · (156 Wo.)FR | BEW1 (… Wo.)BEW | CH4 Platin · (30 Wo.)CH | Erstveröffentlichung: 7. März 2020 Verkäufe: + 515.000     |

## Singles

### Als Leadmusiker
| Jahr | Titel Album                                                  | Höchstplatzierung, Gesamtwochen, AuszeichnungChartplatzierungen (Jahr, Titel, Album, Platzierungen, Wochen, Auszeichnungen, Anmerkungen) | Höchstplatzierung, Gesamtwochen, AuszeichnungChartplatzierungen (Jahr, Titel, Album, Platzierungen, Wochen, Auszeichnungen, Anmerkungen) | Höchstplatzierung, Gesamtwochen, AuszeichnungChartplatzierungen (Jahr, Titel, Album, Platzierungen, Wochen, Auszeichnungen, Anmerkungen) | Anmerkungen |
| Jahr | Titel Album                                                  | FR | BEW | CH | Anmerkungen |
| --- | ------------------------------------------------------------ | --- | --- | --- | --- |
| 2017 | Binks to Binks 4 –                                           | FR— GoldFR | — | — | Erstveröffentlichung: 26. Januar 2017 Verkäufe: + 100.000                                                                |
| 2017 | Roro Comme prévu                                             | FR17 Platin · (18 Wo.)FR | — | — | Erstveröffentlichung: 21. April 2017 Verkäufe: + 200.000                                                                 |
| 2017 | Mamacita Comme prévu                                         | FR3 Diamant · (41 Wo.)FR | BEW35 (3 Wo.)BEW | — | Erstveröffentlichung: 7. Juli 2017 Verkäufe: + 233.333                                                                   |
| 2017 | Chino Comme prévu                                            | FR8 Platin · (15 Wo.)FR | BEW48 (1 Wo.)BEW | — | Erstveröffentlichung: 18. August 2017 Verkäufe: + 200.000                                                                |
| 2017 | Laisse pas traîner ton fils Comme prévu                      | FR8 Platin · (19 Wo.)FR | — | — | Erstveröffentlichung: 6. Oktober 2017 Verkäufe: + 200.000; feat. Sofiane                                                 |
| 2017 | Dita Comme prévu                                             | FR15 Gold · (9 Wo.)FR | — | — | Erstveröffentlichung: 27. Dezember 2017 Verkäufe: + 66.667; feat. Hös                                                    |
| 2018 | Rose Comme prévu                                             | FR5 Diamant · (41 Wo.)FR | — | — | Erstveröffentlichung: 19. Januar 2018 Verkäufe: + 333.333                                                                |
| 2018 | Bénéfice Game Over                                           | FR51 (5 Wo.)FR | — | — | Erstveröffentlichung: 9. März 2018 mit MHD                                                                               |
| 2018 | Boîte auto Taxi 5                                            | FR25 Gold · (13 Wo.)FR | — | — | Erstveröffentlichung: 23. März 2018 Verkäufe: + 100.000                                                                  |
| 2018 | Coffrer M.I.L.S 2.0                                          | FR6 Platin · (11 Wo.)FR | BEW46 (1 Wo.)BEW | — | Erstveröffentlichung: 28. März 2018 Verkäufe: + 200.000                                                                  |
| 2018 | Un poco M.I.L.S 2.0                                          | FR8 Diamant · (37 Wo.)FR | — | — | Erstveröffentlichung: 25. April 2018 Verkäufe: + 333.333                                                                 |
| 2018 | Fendi M.I.L.S 2.0                                            | FR4 Diamant · (51 Wo.)FR | — | — | Erstveröffentlichung: 21. September 2018 Verkäufe: + 333.333                                                             |
| 2018 | Toutes options M.I.L.S 2.0                                   | FR21 Gold · (4 Wo.)FR | — | — | Erstveröffentlichung: 14. November 2018 Verkäufe: + 100.000; feat. Blasko                                                |
| 2019 | Binks to Binks 6 –                                           | FR3 Platin · (13 Wo.)FR | BEW47 (1 Wo.)BEW | — | Erstveröffentlichung: 4. Januar 2019 Verkäufe: + 200.000                                                                 |
| 2019 | Goutte d’eau Destin                                          | FR1 Diamant · (200 Wo.)FR | BEW3 Gold · (10 Wo.)BEW | CH26 (6 Wo.)CH | Erstveröffentlichung: 22. Februar 2019 Verkäufe: + 348.333                                                               |
| 2019 | Paris c’est magique Destin                                   | FR6 Diamant · (19 Wo.)FR | BEW18 (2 Wo.)BEW | — | Erstveröffentlichung: 22. März 2019 Verkäufe: + 333.333                                                                  |
| 2019 | Maman ne le sait pas Destin                                  | FR2 Diamant · (163 Wo.)FR | BEW44 (4 Wo.)BEW | CH24 (5 Wo.)CH | Erstveröffentlichung: 24. Mai 2019 Verkäufe: + 373.333; feat. Niska                                                      |
| 2019 | Kim Jong-il Game Over 2                                      | FR24 Platin · (11 Wo.)FR | — | — | Erstveröffentlichung: 21. Juni 2019 Verkäufe: + 200.000; mit Niro                                                        |
| 2019 | Putana Destin                                                | FR5 Diamant · (108 Wo.)FR | — | CH— PlatinCH | Erstveröffentlichung: 20. September 2019 Verkäufe: + 353.333                                                             |
| 2020 | M.I.L.S 3 M.I.L.S 3.0                                        | FR2 Platin · (15 Wo.)FR | BEW26 (3 Wo.)BEW | CH77 (1 Wo.)CH | Erstveröffentlichung: 28. Februar 2020 Verkäufe: + 200.000                                                               |
| 2020 | Lettre à une femme M.I.L.S 3.0                               | FR1 Diamant · (234 Wo.)FR | BEW1 Platin · (11 Wo.)BEW | CH4 (8 Wo.)CH | Erstveröffentlichung: 6. März 2020 Verkäufe: + 393.333                                                                   |
| 2020 | Zipette M.I.L.S 3.0                                          | FR4 Diamant · (80 Wo.)FR | — | — | Erstveröffentlichung: 20. März 2020 Verkäufe: + 333.333                                                                  |
| 2020 | La zone 91 All Stars                                         | FR9 Gold · (11 Wo.)FR | — | CH83 (1 Wo.)CH | Erstveröffentlichung: 2. Oktober 2020 Verkäufe: + 100.000                                                                |
| 2020 | Problèmes du matin M.I.L.S 3.0                               | FR12 Platin · (17 Wo.)FR | — | — | Erstveröffentlichung: 11. November 2020 Verkäufe: + 200.000                                                              |
| 2020 | Tout en Gucci M.I.L.S 3.0 (Réédition)                        | FR3 Diamant · (81 Wo.)FR | — | CH90 (2 Wo.)CH | Erstveröffentlichung: 13. November 2020 Verkäufe: + 333.333                                                              |
| 2021 | La vie du binks Rec. 118 – 20/21                             | FR5 Platin · (21 Wo.)FR | — | — | Erstveröffentlichung: 1. Januar 2021 Verkäufe: + 200.000; mit Da Uzi & Sch feat. Hornet La Frappe, Leto, Sadek & Soprano |
| 2021 | Mon poto En Passant Pécho (Bande originale inspirée du film) | FR2 Diamant · (46 Wo.)FR | BEW30 Gold · (5 Wo.)BEW | CH50 (4 Wo.)CH | Erstveröffentlichung: 12. März 2021 Verkäufe: + 343.333; mit Kore                                                        |
| 2021 | Binks to Binks 7 –                                           | FR38 Platin · (12 Wo.)FR | — | — | Erstveröffentlichung: 26. November 2021 Verkäufe: + 200.000                                                              |
| 2023 | Freestyle LVL UP 1 –                                         | FR1 Gold · (10 Wo.)FR | BEW17 (4 Wo.)BEW | CH37 (2 Wo.)CH | Erstveröffentlichung: 2. Mai 2023 Verkäufe: + 100.000                                                                    |
| 2023 | Freestyle LVL UP 2 –                                         | FR2 Gold · (9 Wo.)FR | BEW29 (3 Wo.)BEW | CH35 (1 Wo.)CH | Erstveröffentlichung: 9. Mai 2023 Verkäufe: + 100.000                                                                    |
| 2023 | Freestyle LVL UP 3 –                                         | FR6 Gold · (7 Wo.)FR | BEW37 (3 Wo.)BEW | — | Erstveröffentlichung: 22. Mai 2023 Verkäufe: + 100.000                                                                   |
| 2023 | 25 G NI                                                      | FR8 Gold · (11 Wo.)FR | BEW23 (2 Wo.)BEW | — | Erstveröffentlichung: 7. Juni 2023 Verkäufe: + 100.000                                                                   |
| 2024 | 3 Mai 2025 –                                                 | FR13 Gold · (9 Wo.)FR | — | — | Erstveröffentlichung: 31. Januar 2024 Verkäufe: + 100.000                                                                |
| 2024 | Coco GOAT                                                    | FR3 Diamant · (54 Wo.)FR | BEW25 Gold · (12 Wo.)BEW | CH52 (8 Wo.)CH | Erstveröffentlichung: 12. Juli 2024 Verkäufe: + 343.333; mit Niska                                                       |
| 2024 | 911 GOAT                                                     | FR6 Gold · (12 Wo.)FR | BEW49 (1 Wo.)BEW | CH67 (1 Wo.)CH | Erstveröffentlichung: 6. September 2024 Verkäufe: + 100.000; mit Niska & Koba LaD                                        |
| 2024 | UnRappeurÇaRap #1 –                                          | FR31 (2 Wo.)FR | — | — | Erstveröffentlichung: 11. Oktober 2024 mit Niska                                                                         |
| 2024 | UnRappeurÇaRap #2 –                                          | FR34 (2 Wo.)FR | — | — | Erstveröffentlichung: 17. Oktober 2024 mit Niska                                                                         |
| 2024 | UnRappeurÇaRap #3 –                                          | FR157 (1 Wo.)FR | — | — | Erstveröffentlichung: 23. Oktober 2024 mit Niska                                                                         |
| 2025 | Boîte noire –                                                | FR110 (2 Wo.)FR | — | — | Erstveröffentlichung: 25. April 2025 mit Boîte noire                                                                     |
| 2025 | X-ADV –                                                      | FR162 (1 Wo.)FR | — | — | Erstveröffentlichung: 18. Juli 2025 mit Lamatrix & Leto                                                                  |
| Folgende Lieder erschienen nicht als Single, wurden aber durch das Album zum Download und Streaming bereitgestellt und konnten somit eine Platzierung erlangen: |                                                              | | | | |
| |                                                              | | | | |
| 2016 | Dis-moi que tu m’aimes M.I.L.S                               | FR64 Diamant · (117 Wo.)FR | — | — | Charteinstieg: 29. Oktober 2016 Verkäufe: + 333.333                                                                      |
| 2016 | M.I.L.S                                                      | FR188 Platin · (1 Wo.)FR | — | — | Charteinstieg: 29. Oktober 2016 Verkäufe: + 200.000                                                                      |
| 2016 | Elle a mal M.I.L.S                                           | FR138 Diamant · (13 Wo.)FR | — | — | Charteinstieg: 29. Oktober 2016 Verkäufe: + 333.333; feat. Niska                                                         |
| 2017 | De l’autre côté Comme prévu                                  | FR2 Diamant · (49 Wo.)FR | — | CH71 (1 Wo.)CH | Charteinstieg: 15. September 2017 Verkäufe: + 233.333; feat. Nekfeu                                                      |
| 2017 | Caramelo Comme prévu                                         | FR4 Gold · (8 Wo.)FR | — | CH73 (1 Wo.)CH | Charteinstieg: 15. September 2017 Verkäufe: + 66.667                                                                     |
| 2017 | Elle m’a eu Comme prévu                                      | FR6 Diamant · (28 Wo.)FR | — | CH97 (1 Wo.)CH | Charteinstieg: 15. September 2017 Verkäufe: + 333.333                                                                    |
| 2017 | Comme prévu                                                  | FR7 Platin · (12 Wo.)FR | — | — | Charteinstieg: 15. September 2017 Verkäufe: + 200.000                                                                    |
| 2017 | Lové Comme prévu                                             | FR10 Platin · (12 Wo.)FR | — | — | Charteinstieg: 15. September 2017 Verkäufe: + 200.000; feat. Gradur                                                      |
| 2017 | HLM ou palace Comme prévu                                    | FR11 Gold · (8 Wo.)FR | — | — | Charteinstieg: 15. September 2017 Verkäufe: + 66.667                                                                     |
| 2017 | Ce soir Comme prévu                                          | FR12 Platin · (11 Wo.)FR | — | — | Charteinstieg: 15. September 2017 Verkäufe: + 200.000; feat. Alonzo                                                      |
| 2017 | Pourquoi Comme prévu                                         | FR16 Platin · (9 Wo.)FR | — | — | Charteinstieg: 15. September 2017 Verkäufe: + 200.000                                                                    |
| 2017 | Carbozo Comme prévu                                          | FR19 Gold · (7 Wo.)FR | — | — | Charteinstieg: 15. September 2017 Verkäufe: + 66.667                                                                     |
| 2018 | M.I.L.S 2.0                                                  | FR3 Diamant · (38 Wo.)FR | — | — | Charteinstieg: 6. April 2018 Verkäufe: + 333.333; feat. Nekfeu                                                           |
| 2018 | Pavé M.I.L.S 2.0                                             | FR12 Platin · (8 Wo.)FR | — | — | Charteinstieg: 6. April 2018 Verkäufe: + 200.000                                                                         |
| 2018 | 44 M.I.L.S 2.0                                               | FR14 Platin · (9 Wo.)FR | — | — | Charteinstieg: 6. April 2018 Verkäufe: + 200.000; feat. Yaro                                                             |
| 2018 | Mama No Cry M.I.L.S 2.0                                      | FR15 Gold · (6 Wo.)FR | — | — | Charteinstieg: 6. April 2018 Verkäufe: + 100.000; feat. Sofiane                                                          |
| 2018 | Bavard M.I.L.S 2.0                                           | FR16 Gold · (7 Wo.)FR | — | — | Charteinstieg: 6. April 2018 Verkäufe: + 100.000; feat. Gradur                                                           |
| 2018 | PGP M.I.L.S 2.0                                              | FR17 Gold · (4 Wo.)FR | — | — | Charteinstieg: 6. April 2018 Verkäufe: + 100.000; feat. Gradur                                                           |
| 2018 | Vrais M.I.L.S 2.0                                            | FR19 Diamant · (6 Wo.)FR | — | — | Charteinstieg: 6. April 2018 Verkäufe: + 333.333                                                                         |
| 2018 | Chacun son tour M.I.L.S 2.0                                  | FR20 Gold · (6 Wo.)FR | — | — | Charteinstieg: 6. April 2018 Verkäufe: + 100.000; feat. Hös                                                              |
| 2018 | Violet M.I.L.S 2.0                                           | FR29 Gold · (3 Wo.)FR | — | — | Charteinstieg: 6. April 2018 Verkäufe: + 100.000                                                                         |
| 2018 | Bob M.I.L.S 2.0                                              | FR30 Gold · (4 Wo.)FR | — | — | Charteinstieg: 6. April 2018 Verkäufe: + 100.000                                                                         |
| 2019 | La vie qu’on mène Destin                                     | FR3 Diamant · (… Wo.)FR | — | CH30 (2 Wo.)CH | Charteinstieg: 29. März 2019 Verkäufe: + 333.333                                                                         |
| 2019 | Jamais Destin                                                | FR6 Diamant · (36 Wo.)FR | — | — | Charteinstieg: 29. März 2019 Verkäufe: + 333.333; feat. Dadju                                                            |
| 2019 | Sans peine Destin                                            | FR7 Diamant · (26 Wo.)FR | — | — | Charteinstieg: 29. März 2019 Verkäufe: + 333.333                                                                         |
| 2019 | Jusqu’à minuit Destin                                        | FR8 Diamant · (14 Wo.)FR | — | — | Charteinstieg: 29. März 2019 Verkäufe: + 333.333; feat. Jul                                                              |
| 2019 | Jeune Lossa Destin                                           | FR10 Diamant · (32 Wo.)FR | — | — | Charteinstieg: 29. März 2019 Verkäufe: + 333.333                                                                         |
| 2019 | La vivance Destin                                            | FR11 Platin · (14 Wo.)FR | — | — | Charteinstieg: 29. März 2019 Verkäufe: + 200.000; feat. Koba LaD                                                         |
| 2019 | À Kinshasa Destin                                            | FR11 Diamant · (29 Wo.)FR | — | — | Charteinstieg: 29. März 2019 Verkäufe: + 333.333; feat. Fally Ipupa                                                      |
| 2019 | Tokarev Destin                                               | FR12 Platin · (13 Wo.)FR | — | — | Charteinstieg: 29. März 2019 Verkäufe: + 200.000                                                                         |
| 2019 | Money Destin                                                 | FR12 Diamant · (50 Wo.)FR | — | — | Charteinstieg: 29. März 2019 Verkäufe: + 333.333; feat. Faouzia                                                          |
| 2019 | Big Pac Destin                                               | FR13 Platin · (13 Wo.)FR | — | — | Charteinstieg: 29. März 2019 Verkäufe: + 200.000                                                                         |
| 2019 | L’ancien Destin                                              | FR16 Platin · (11 Wo.)FR | — | — | Charteinstieg: 29. März 2019 Verkäufe: + 200.000                                                                         |
| 2019 | NI Destin                                                    | FR17 Gold · (10 Wo.)FR | — | — | Charteinstieg: 29. März 2019 Verkäufe: + 100.000                                                                         |
| 2019 | Zéro paluche Destin                                          | FR18 Platin · (11 Wo.)FR | — | — | Charteinstieg: 29. März 2019 Verkäufe: + 200.000; feat. Tito                                                             |
| 2019 | Outro (Destin) Destin                                        | FR20 Platin · (11 Wo.)FR | — | — | Charteinstieg: 29. März 2019 Verkäufe: + 200.000                                                                         |
| 2020 | Promo M.I.L.S 3.0                                            | FR2 Diamant · (27 Wo.)FR | — | CH36 (2 Wo.)CH | Charteinstieg: 13. März 2020 Verkäufe: + 333.333; feat. Damso                                                            |
| 2020 | Every Day M.I.L.S 3.0                                        | FR4 Platin · (15 Wo.)FR | — | CH55 (1 Wo.)CH | Charteinstieg: 13. März 2020 Verkäufe: + 200.000; feat. Griff                                                            |
| 2020 | La puerta M.I.L.S 3.0                                        | FR6 Platin · (17 Wo.)FR | — | CH94 (1 Wo.)CH | Charteinstieg: 13. März 2020 Verkäufe: + 200.000                                                                         |
| 2020 | Le jeu M.I.L.S 3.0                                           | FR8 Platin · (15 Wo.)FR | — | — | Charteinstieg: 13. März 2020 Verkäufe: + 200.000; feat. Yaro                                                             |
| 2020 | Centre commercial M.I.L.S 3.0                                | FR9 Platin · (13 Wo.)FR | — | — | Charteinstieg: 13. März 2020 Verkäufe: + 200.000; feat. Heuss l’Enfoiré                                                  |
| 2020 | Intro (M.I.L.S 3) M.I.L.S 3.0                                | FR10 Platin · (12 Wo.)FR | — | — | Charteinstieg: 13. März 2020 Verkäufe: + 200.000                                                                         |
| 2020 | Mauvais djo M.I.L.S 3.0                                      | FR11 Platin · (10 Wo.)FR | — | — | Charteinstieg: 13. März 2020 Verkäufe: + 200.000                                                                         |
| 2020 | Gros vendeurs M.I.L.S 3.0                                    | FR12 Platin · (14 Wo.)FR | — | — | Charteinstieg: 13. März 2020 Verkäufe: + 200.000                                                                         |
| 2020 | En chien M.I.L.S 3.0                                         | FR13 Platin · (11 Wo.)FR | — | — | Charteinstieg: 13. März 2020 Verkäufe: + 200.000                                                                         |
| 2020 | Tu sais qu’on est gang M.I.L.S 3.0                           | FR16 Gold · (8 Wo.)FR | — | — | Charteinstieg: 13. März 2020 Verkäufe: + 100.000; feat. Hös Copperfield                                                  |
| 2020 | C’était le rap M.I.L.S 3.0                                   | FR17 Platin · (15 Wo.)FR | — | — | Charteinstieg: 13. März 2020 Verkäufe: + 200.000                                                                         |
| 2020 | Filon M.I.L.S 3.0                                            | FR14 Diamant · (35 Wo.)FR | — | — | Charteinstieg: 13. März 2020 Verkäufe: + 333.333                                                                         |
| 2020 | Bali M.I.L.S 3.0                                             | FR19 Gold · (4 Wo.)FR | — | — | Charteinstieg: 13. März 2020 Verkäufe: + 100.000                                                                         |
| 2020 | Millésimes M.I.L.S 3.0                                       | FR20 Gold · (5 Wo.)FR | — | — | Charteinstieg: 13. März 2020 Verkäufe: + 100.000                                                                         |
| 2020 | Pirate Validé (Bande Originale de la Série)                  | FR17 Diamant · (31 Wo.)FR | — | — | Charteinstieg: 27. März 2020 Verkäufe: + 333.333; feat. Hös Copperfield                                                  |
| 2020 | Toutes les couleurs M.I.L.S 3.0 (Réédition)                  | FR6 Platin · (16 Wo.)FR | — | — | Charteinstieg: 6. November 2020 Verkäufe: + 200.000                                                                      |
| 2020 | Privilège M.I.L.S 3.0 (Réédition)                            | FR7 Gold · (10 Wo.)FR | — | — | Charteinstieg: 6. November 2020 Verkäufe: + 100.000                                                                      |
| 2020 | Kitchen M.I.L.S 3.0 (Réédition)                              | FR9 Gold · (5 Wo.)FR | — | — | Charteinstieg: 6. November 2020 Verkäufe: + 100.000                                                                      |
| 2020 | Mac 11 M.I.L.S 3.0 (Réédition)                               | FR13 Gold · (5 Wo.)FR | — | — | Charteinstieg: 6. November 2020 Verkäufe: + 100.000                                                                      |
| 2020 | Sur Paname Art de rue                                        | FR54 Platin · (7 Wo.)FR | — | — | Charteinstieg: 6. November 2020 Verkäufe: + 200.000                                                                      |
| 2021 | Jefe                                                         | FR1 Diamant · (157 Wo.)FR | BEW2 Gold · (10 Wo.)BEW | CH7 (18 Wo.)CH | Charteinstieg: 10. Dezember 2021 Verkäufe: + 383.333                                                                     |
| 2021 | VVS Jefe                                                     | FR2 Diamant · (85 Wo.)FR | BEW38 (5 Wo.)BEW | CH16 (10 Wo.)CH | Charteinstieg: 10. Dezember 2021 Verkäufe: + 333.333                                                                     |
| 2021 | Sky Priority Jefe                                            | FR3 Diamant · (23 Wo.)FR | — | — | Charteinstieg: 10. Dezember 2021 Verkäufe: + 333.333                                                                     |
| 2021 | Arme de poing Jefe                                           | FR4 Diamant · (30 Wo.)FR | — | — | Charteinstieg: 10. Dezember 2021 Verkäufe: + 333.333                                                                     |
| 2021 | OG Jefe                                                      | FR5 Platin · (15 Wo.)FR | — | — | Charteinstieg: 10. Dezember 2021 Verkäufe: + 200.000                                                                     |
| 2021 | Vérité Jefe                                                  | FR3 Diamant · (54 Wo.)FR | — | CH26 (6 Wo.)CH | Charteinstieg: 10. Dezember 2021 Verkäufe: + 333.333                                                                     |
| 2021 | Intro (Jefe) Jefe                                            | FR7 Platin · (17 Wo.)FR | — | — | Charteinstieg: 10. Dezember 2021 Verkäufe: + 200.000                                                                     |
| 2021 | No Life Jefe                                                 | FR8 Platin · (15 Wo.)FR | — | — | Charteinstieg: 10. Dezember 2021 Verkäufe: + 200.000                                                                     |
| 2021 | Aïcha Jefe                                                   | FR4 Diamant · (27 Wo.)FR | — | — | Charteinstieg: 10. Dezember 2021 Verkäufe: + 333.333                                                                     |
| 2021 | Mood Jefe                                                    | FR10 Platin · (14 Wo.)FR | — | — | Charteinstieg: 10. Dezember 2021 Verkäufe: + 200.000                                                                     |
| 2021 | RER D Jefe                                                   | FR11 Gold · (10 Wo.)FR | — | — | Charteinstieg: 10. Dezember 2021 Verkäufe: + 100.000                                                                     |
| 2021 | Athéna Jefe                                                  | FR12 Platin · (13 Wo.)FR | — | — | Charteinstieg: 10. Dezember 2021 Verkäufe: + 200.000                                                                     |
| 2021 | YSL Jefe11                                                   | FR13 Gold · (11 Wo.)FR | — | — | Charteinstieg: 10. Dezember 2021 Verkäufe: + 100.000                                                                     |
| 2021 | La maison que je voulais Jefe                                | FR14 Platin · (17 Wo.)FR | — | — | Charteinstieg: 10. Dezember 2021 Verkäufe: + 200.000                                                                     |
| 2021 | Outro (Jefe) Jefe                                            | FR15 Platin · (17 Wo.)FR | — | — | Charteinstieg: 10. Dezember 2021 Verkäufe: + 200.000                                                                     |
| 2023 | TP Ouvert tout l’été                                         | FR6 Gold · (17 Wo.)FR | — | — | Charteinstieg: 8. Juli 2023 Verkäufe: + 100.000; mit Sadek                                                               |
| 2023 | Eurostar NI                                                  | FR1 Diamant · (46 Wo.)FR | BEW11 (5 Wo.)BEW | CH23 (3 Wo.)CH | Charteinstieg: 7. Juli 2023 Verkäufe: + 333.333; feat. Central Cee                                                       |
| 2023 | Blue Story NI                                                | FR2 Gold · (10 Wo.)FR | BEW13 (2 Wo.)BEW | CH32 (1 Wo.)CH | Charteinstieg: 7. Juli 2023 Verkäufe: + 100.000; feat. Lil Baby                                                          |
| 2023 | La vie de Johnny NI                                          | FR3 Gold · (10 Wo.)FR | BEW16 (1 Wo.)BEW | CH47 (1 Wo.)CH | Charteinstieg: 7. Juli 2023 Verkäufe: + 100.000                                                                          |
| 2023 | Yo Moko Oyebi NI                                             | FR4 Gold · (5 Wo.)FR | — | — | Charteinstieg: 7. Juli 2023 Verkäufe: + 100.000                                                                          |
| 2023 | Rich Porter NI                                               | FR5 Gold · (8 Wo.)FR | — | — | Charteinstieg: 7. Juli 2023 Verkäufe: + 100.000                                                                          |
| 2023 | Branché sur snap NI                                          | FR6 Gold · (5 Wo.)FR | — | — | Charteinstieg: 7. Juli 2023 Verkäufe: + 100.000                                                                          |
| 2023 | No Love NI                                                   | FR7 Platin · (45 Wo.)FR | — | CH— GoldCH | Charteinstieg: 7. Juli 2023 Verkäufe: + 210.000; feat. Ayra Starr                                                        |
| 2023 | Bad NI                                                       | FR9 Gold · (9 Wo.)FR | — | — | Charteinstieg: 7. Juli 2023 Verkäufe: + 100.000; feat. Omah Lay                                                          |
| 2023 | Chiraq NI                                                    | FR10 Gold · (8 Wo.)FR | — | — | Charteinstieg: 7. Juli 2023 Verkäufe: + 100.000                                                                          |
| 2023 | Edouard Nahum NI                                             | FR11 (4 Wo.)FR | — | — | Charteinstieg: 7. Juli 2023                                                                                              |
| 2023 | Respect NI                                                   | FR12 (5 Wo.)FR | — | — | Charteinstieg: 7. Juli 2023                                                                                              |
| 2023 | Dans la peau NI                                              | FR13 (5 Wo.)FR | — | — | Charteinstieg: 7. Juli 2023                                                                                              |
| 2023 | Bon qu’à ça NI                                               | FR14 Gold · (12 Wo.)FR | — | — | Charteinstieg: 7. Juli 2023 Verkäufe: + 100.000                                                                          |
| 2023 | Plus qu’eux NI                                               | FR16 (3 Wo.)FR | — | — | Charteinstieg: 7. Juli 2023                                                                                              |
| 2023 | Grands ensembles NI                                          | FR17 Gold · (7 Wo.)FR | — | — | Charteinstieg: 7. Juli 2023 Verkäufe: + 100.000                                                                          |
| 2023 | Vinicius NI (Extension)                                      | FR50 (3 Wo.)FR | — | — | Charteinstieg: 14. Juli 2023                                                                                             |
| 2023 | Mode S Plus NI (Extension)                                   | FR76 (2 Wo.)FR | — | — | Charteinstieg: 14. Juli 2023                                                                                             |
| 2023 | Christopher Wallace NI (Extension)                           | FR77 (3 Wo.)FR | — | — | Charteinstieg: 14. Juli 2023                                                                                             |
| 2023 | Griot NI (Extension)                                         | FR82 (1 Wo.)FR | — | — | Charteinstieg: 14. Juli 2023                                                                                             |
| 2023 | Signes De Gang NI (Extension)                                | FR93 (1 Wo.)FR | — | — | Charteinstieg: 14. Juli 2023                                                                                             |
| 2024 | Collabo GOAT                                                 | FR4 Diamant · (… Wo.)FR | BEW45 Gold · (4 Wo.)BEW | CH89 (1 Wo.)CH | Charteinstieg: 1. November 2024 Verkäufe: + 343.333; mit Niska                                                           |
| 2024 | Boucherie GOAT                                               | FR5 Gold · (6 Wo.)FR | BEW42 (1 Wo.)BEW | CH80 (1 Wo.)CH | Charteinstieg: 1. November 2024 Verkäufe: + 100.000; mit Niska                                                           |
| 2024 | Jungle GOAT                                                  | FR7 Gold · (9 Wo.)FR | — | — | Charteinstieg: 1. November 2024 Verkäufe: + 100.000; mit Niska                                                           |
| 2024 | Ghetto Star GOAT                                             | FR13 (5 Wo.)FR | — | — | Charteinstieg: 1. November 2024 mit Niska                                                                                |
| 2024 | Malsain GOAT                                                 | FR14 (4 Wo.)FR | — | — | Charteinstieg: 1. November 2024 mit Niska                                                                                |
| 2024 | Guitare GOAT                                                 | FR15 (4 Wo.)FR | — | — | Charteinstieg: 1. November 2024 mit Niska                                                                                |
| 2024 | Waribana GOAT                                                | FR16 (6 Wo.)FR | — | — | Charteinstieg: 1. November 2024 mit Niska                                                                                |
| 2024 | HAQ GOAT                                                     | FR22 (3 Wo.)FR | — | — | Charteinstieg: 1. November 2024 mit Niska                                                                                |
| 2024 | Du sal GOAT                                                  | FR23 (3 Wo.)FR | — | — | Charteinstieg: 1. November 2024 mit Niska                                                                                |
| 2024 | Broly GOAT                                                   | FR24 (3 Wo.)FR | — | — | Charteinstieg: 1. November 2024 mit Niska                                                                                |
| 2024 | Opinel 12 GOAT                                               | FR25 (4 Wo.)FR | — | — | Charteinstieg: 1. November 2024 mit Niska                                                                                |
| 2024 | Authentique GOAT                                             | FR26 (5 Wo.)FR | — | — | Charteinstieg: 1. November 2024 mit Niska                                                                                |
| 2024 | Loin d’eux GOAT                                              | FR39 (3 Wo.)FR | — | — | Charteinstieg: 1. November 2024 mit Niska                                                                                |
| 2024 | Sourire M.I.L.S                                              | FR106 Platin · (3 Wo.)FR | — | — | Charteinstieg: 15. November 2024 Verkäufe: + 200.000                                                                     |

### Als Gastmusiker
| Jahr | Titel Album                              | Höchstplatzierung, Gesamtwochen, AuszeichnungChartplatzierungen (Jahr, Titel, Album, Platzierungen, Wochen, Auszeichnungen, Anmerkungen) | Höchstplatzierung, Gesamtwochen, AuszeichnungChartplatzierungen (Jahr, Titel, Album, Platzierungen, Wochen, Auszeichnungen, Anmerkungen) | Höchstplatzierung, Gesamtwochen, AuszeichnungChartplatzierungen (Jahr, Titel, Album, Platzierungen, Wochen, Auszeichnungen, Anmerkungen) | Anmerkungen |
| Jahr | Titel Album                              | FR | BEW | CH | Anmerkungen |
| --- | ---------------------------------------- | --- | --- | --- | --- |
| 2017 | Grand Paris Prose élite                  | FR48 Platin · (9 Wo.)FR | — | — | Erstveröffentlichung: 28. Februar 2017 Verkäufe: + 200.000; Médine feat. Lartiste, Lino, Sofiane, Alivor, Seth Gueko, Ninho & Youssoupha |
| 2017 | Madre mia #VVRDL                         | FR7 Diamant · (40 Wo.)FR | — | — | Erstveröffentlichung: 15. September 2017 Verkäufe: + 233.333; Sadek feat. Ninho                                                          |
| 2018 | Longue vie Affranchis                    | FR2 Diamant · (16 Wo.)FR | BEW45 (1 Wo.)BEW | — | Erstveröffentlichung: 5. Januar 2018 Verkäufe: + 333.333; Sofiane feat. Ninho & Hornet La Frappe                                         |
| 2018 | Avon Barksdale Trap$tar                  | FR124 (3 Wo.)FR | — | — | Erstveröffentlichung: 23. März 2018 Leto feat. Ninho                                                                                     |
| 2018 | Midi dans le ghetto L’histoire d'un gang | FR18 Platin · (23 Wo.)FR | — | — | Erstveröffentlichung: 8. Juni 2018 Verkäufe: + 200.000; 4Keus Gang feat. Ninho                                                           |
| 2018 | Bucci Night A zéro                       | FR53 Platin · (15 Wo.)FR | — | — | Erstveröffentlichung: 13. Juli 2018 Verkäufe: + 200.000; Yaro feat. Ninho                                                                |
| 2018 | Air Max Mutant                           | FR1 Diamant · (55 Wo.)FR | BEW28 (13 Wo.)BEW | — | Erstveröffentlichung: 25. Juli 2018 Verkäufe: + 333.333; Rim'K feat. Ninho                                                               |
| 2018 | Ma 6t a craqué Temps additionnel         | FR5 Diamant · (37 Wo.)FR | — | — | Erstveröffentlichung: 30. Juli 2018 Verkäufe: + 333.333; Kpoint feat. Ninho                                                              |
| 2018 | Entre les murs Mexico                    | FR62 Platin · (9 Wo.)FR | — | — | Erstveröffentlichung: 7. September 2018 Verkäufe: + 200.000; Da Uzi feat. Ninho                                                          |
| 2018 | Mauvais Un jour ou l’autre               | FR34 Platin · (19 Wo.)FR | — | — | Erstveröffentlichung: 7. September 2018 Verkäufe: + 200.000; GLK feat. Ninho                                                             |
| 2019 | Sheitana Dans les yeux                   | FR12 Diamant · (29 Wo.)FR | — | — | Erstveröffentlichung: 11. Januar 2019 Verkäufe: + 333.333; Hornet La Frappe feat. Ninho                                                  |
| 2019 | Billets 20                               | — | — | — | Erstveröffentlichung: 11. März 2019 Verkäufe: + 70.000; Capo Plaza feat. Ninho                                                           |
| 2019 | À découvert Erratum                      | FR66 Diamant · (41 Wo.)FR | — | — | Erstveröffentlichung: 19. April 2019 Verkäufe: + 333.333; Hiro feat. Ninho                                                               |
| 2019 | Papers Cicatrices                        | FR10 Diamant · (43 Wo.)FR | — | CH56 (1 Wo.)CH | Erstveröffentlichung: 3. Mai 2019 Verkäufe: + 333.333; Zola feat. Ninho                                                                  |
| 2019 | Elle est bonne sa mère Ategban           | FR2 Diamant · (75 Wo.)FR | BEW43 (16 Wo.)BEW | CH100 (1 Wo.)CH | Erstveröffentlichung: 31. Mai 2019 Verkäufe: + 333.333; Vegedream feat. Ninho                                                            |
| 2019 | Tel Me Rien 100 rien                     | FR3 Diamant · (26 Wo.)FR | — | CH97 (1 Wo.)CH | Erstveröffentlichung: 7. Juni 2019 Verkäufe: + 333.333; Jul feat. Ninho                                                                  |
| 2019 | Tes parents Trapstar 2                   | FR18 Diamant · (42 Wo.)FR | — | — | Erstveröffentlichung: 5. Juli 2019 Verkäufe: + 333.333; Leto feat. Ninho                                                                 |
| 2019 | Ma guapa –                               | FR32 Platin · (14 Wo.)FR | — | — | Erstveröffentlichung: 19. Juli 2019 Verkäufe: + 200.000; Hös Copperfield feat. Ninho                                                     |
| 2019 | Mayday Rooftop                           | FR3 Diamant · (23 Wo.)FR | BEW31 (2 Wo.)BEW | CH54 (1 Wo.)CH | Erstveröffentlichung: 29. November 2019 Verkäufe: + 333.333; Sch feat. Ninho                                                             |
| 2019 | Méchant Mr Sal                           | FR1 Diamant · (31 Wo.)FR | — | CH24 (3 Wo.)CH | Erstveröffentlichung: 23. Dezember 2019 Verkäufe: + 333.333; Niska feat. Ninho                                                           |
| 2020 | Distant Les dernieres salopards          | FR3 Diamant · (61 Wo.)FR | BEW11 (12 Wo.)BEW | CH24 (9 Wo.)CH | Erstveröffentlichung: 10. Januar 2020 Verkäufe: + 333.333; Maes feat. Ninho                                                              |
| 2020 | Musica Du Phoenix aux étoiles …          | FR39 Platin · (19 Wo.)FR | — | — | Erstveröffentlichung: 31. Januar 2020 Verkäufe: + 200.000; Soprano feat. Ninho                                                           |
| 2020 | Mec de cité La spé                       | FR24 Gold · (19 Wo.)FR | — | — | Erstveröffentlichung: 7. Februar 2020 Verkäufe: + 100.000; Yaro feat. Ninho & PLK                                                        |
| 2020 | 6.3 Carré vip                            | FR1 Diamant · (82 Wo.)FR | BEW31 (5 Wo.)BEW | CH37 (4 Wo.)CH | Erstveröffentlichung: 21. Februar 2020 Verkäufe: + 333.333; Naps feat. Ninho                                                             |
| 2020 | Crois-moi Architecte                     | FR3 Diamant · (28 Wo.)FR | — | — | Erstveröffentlichung: 5. Juni 2020 Verkäufe: + 333.333; Da Uzi feat. Ninho                                                               |
| 2020 | Grand bain Poison ou Antidote            | FR1 Diamant · (62 Wo.)FR | BEW14 Gold · (20 Wo.)BEW | CH53 (11 Wo.)CH | Erstveröffentlichung: 19. Juni 2020 Verkäufe: + 343.333; Dadju feat. Ninho                                                               |
| 2020 | Moto Noir                                | FR7 Diamant · (22 Wo.)FR | — | — | Erstveröffentlichung: 17. Juli 2020 Verkäufe: + 333.333; Mac Tyer feat. Ninho                                                            |
| 2020 | Dios mio La Spé                          | FR106 Gold · (10 Wo.)FR | — | — | Erstveröffentlichung: 31. Juli 2020 Verkäufe: + 100.000; Yaro feat. Ninho                                                                |
| 2020 | Macaroni 100 Visages                     | FR2 Diamant · (45 Wo.)FR | BEW40 (1 Wo.)BEW | CH36 (3 Wo.)CH | Erstveröffentlichung: 30. August 2020 Verkäufe: + 333.333; Leto feat. Ninho                                                              |
| 2020 | Carbozo 2.0 Carbozo, Vol.1               | FR7 Gold · (13 Wo.)FR | — | CH88 (1 Wo.)CH | Erstveröffentlichung: 11. September 2020 Verkäufe: + 100.000; Carbozo feat. Ninho                                                        |
| 2020 | Likolo Tokooos II                        | FR162 (1 Wo.)FR | — | — | Erstveröffentlichung: 25. November 2020 Fally Ipupa feat. Ninho                                                                          |
| 2020 | Je fais ma vie                           | FR72 (2 Wo.)FR | — | — | Erstveröffentlichung: 11. Dezember 2020 Keblack feat. Ninho                                                                              |
| 2021 | Elle m’a dit Mal Luné                    | FR18 Gold · (8 Wo.)FR | BEW47 (1 Wo.)BEW | CH97 (1 Wo.)CH | Erstveröffentlichung: 4. Juni 2021 Verkäufe: + 100.000; DJ Quick feat. Ninho & Hamza                                                     |
| 2021 | Millions –                               | FR3 Diamant · (56 Wo.)FR | BEW45 (1 Wo.)BEW | CH74 (1 Wo.)CH | Erstveröffentlichung: 18. Juni 2021 Verkäufe: + 333.333; No Limit feat. Orelsan & Ninho                                                  |
| 2021 | N.I Le monde est méchant                 | FR2 Diamant · (52 Wo.)FR | BEW16 (4 Wo.)BEW | CH19 (3 Wo.)CH | Erstveröffentlichung: 2. November 2021 Verkäufe: + 333.333; Niska feat. Ninho                                                            |
| 2021 | Mauvais 2x KMT                           | FR10 Diamant · (59 Wo.)FR | BEW32 (3 Wo.)BEW | CH35 (2 Wo.)CH | Erstveröffentlichung: 19. November 2021 Verkäufe: + 333.333; Gazo feat. Ninho                                                            |
| 2022 | 11h Rookie                               | FR21 Gold · (5 Wo.)FR | — | CH99 (1 Wo.)CH | Erstveröffentlichung: 18. März 2022 Verkäufe: + 100.000; Lamatrix feat. Ninho                                                            |
| 2022 | Jules César Ce que je vis                | FR125 Gold · (3 Wo.)FR | — | — | Erstveröffentlichung: 4. Juni 2022 Verkäufe: + 100.000; Kaneki feat. Ninho                                                               |
| 2022 | Dernier étage Tout droit                 | FR32 Platin · (18 Wo.)FR | — | — | Erstveröffentlichung: 28. März 2022 Verkäufe: + 200.000; Yaro feat. Ninho                                                                |
| 2022 | Tout va bien Quartiers Nord              | FR1 Diamant · (85 Wo.)FR | BEW3 (23 Wo.)BEW | CH4 (17 Wo.)CH | Erstveröffentlichung: 20. Mai 2022 Verkäufe: + 333.333; Alonzo feat. Naps & Ninho                                                        |
| 2022 | Carolina Redvolution (Vol.1)             | FR5 Platin · (20 Wo.)FR | BEW50 (1 Wo.)BEW | CH73 (1 Wo.)CH | Erstveröffentlichung: 14. Oktober 2022 Verkäufe: + 200.000; Redvolution feat. Ninho                                                      |
| 2022 | Sécu Glish                               | FR16 Gold · (13 Wo.)FR | — | — | Erstveröffentlichung: 26. Oktober 2022 Verkäufe: + 100.000; Franglish feat. Ninho                                                        |
| 2022 | Portes suicide Hiver à Paris             | FR5 (3 Wo.)FR | BEW48 (1 Wo.)BEW | CH85 (1 Wo.)CH | Erstveröffentlichung: 2. November 2022 Dinos feat. Ninho                                                                                 |
| 2022 | La Marseillaise Chef d'orchestre         | FR27 Platin · (18 Wo.)FR | — | — | Erstveröffentlichung: 4. November 2022 Verkäufe: + 200.000; Heuss l’Enfoiré feat. Ninho                                                  |
| 2022 | Coucou Réincarnation                     | FR26 Gold · (6 Wo.)FR | — | — | Erstveröffentlichung: 17. November 2022 Verkäufe: + 100.000; Graya feat. Ninho                                                           |
| 2022 | Tennessee Tombolo                        | FR35 Gold · (4 Wo.)FR | — | — | Erstveröffentlichung: 25. November 2022 Verkäufe: + 100.000; Kalash feat. Ninho                                                          |
| 2023 | Jolie La gaule, Vol. 1                   | FR1 Diamant · (57 Wo.)FR | BEW9 (25 Wo.)BEW | CH26 (9 Wo.)CH | Erstveröffentlichung: 12. Januar 2023 Verkäufe: + 333.333; Gaulois feat. Ninho                                                           |
| 2023 | 3 singes Telegram                        | FR6 Diamant · (24 Wo.)FR | BEW47 (1 Wo.)BEW | — | Erstveröffentlichung: 10. Februar 2023 Verkäufe: + 333.333; Werenoi feat. Ninho                                                          |
| 2023 | À l’aube Lueur                           | FR30 (4 Wo.)FR | — | — | Erstveröffentlichung: 23. Februar 2023 Hös Copperfield feat. Ninho                                                                       |
| 2023 | Blue 4Real                               | FR11 Gold · (16 Wo.)FR | — | — | Erstveröffentlichung: 21. August 2023 Verkäufe: + 100.000; Kaneki feat. Ninho & Naps                                                     |
| 2024 | Mauvais profil Serein                    | FR105 (1 Wo.)FR | — | — | Erstveröffentlichung: 23. Februar 2024 Lamatrix feat. Ninho                                                                              |
| 2024 | Quillé Nazaland                          | FR27 Gold · (8 Wo.)FR | — | — | Erstveröffentlichung: 10. Mai 2024 Verkäufe: + 100.000; Naza feat. Ninho                                                                 |
| 2024 | Sens interdit –                          | FR46 (2 Wo.)FR | — | — | Erstveröffentlichung: 17. Mai 2024 Gaulois feat. Ninho                                                                                   |
| 2024 | Survie La vie continue                   | FR6 Platin · (21 Wo.)FR | BEW35 Gold · (3 Wo.)BEW | CH64 (1 Wo.)CH | Erstveröffentlichung: 23. Mai 2024 Verkäufe: + 210.000; Maes feat. Ninho                                                                 |
| 2025 | Free Congo –                             | FR34 (3 Wo.)FR | — | — | Erstveröffentlichung: 21. Februar 2025 Gradur feat. Ninho, Josman, Youssoupha, Kalash Criminel & Damso                                   |
| 2025 | Requin –                                 | FR91 (1 Wo.)FR | — | — | Erstveröffentlichung: 9. Mai 2025 Gianni feat. Ninho                                                                                     |
| 2025 | C’est fort Africa Jungle Part.1          | FR35 (… Wo.)FR | — | — | Erstveröffentlichung: 25. Juni 2025 Soolking feat. Ninho                                                                                 |
| Folgende Lieder erschienen nicht als Single, wurden aber durch das Album zum Download und Streaming bereitgestellt und konnten somit eine Platzierung erlangen: |                                          | | | | |
| |                                          | | | | |
| 2017 | Veux-tu? R.I.P.R.O. 3                    | FR6 Gold · (10 Wo.)FR | — | — | Charteinstieg: 24. November 2017 Verkäufe: + 66.667; Lacrim feat. Ninho                                                                  |
| 2018 | Sicario Confidences                      | FR25 Gold · (7 Wo.)FR | — | — | Charteinstieg: 2. März 2018 Verkäufe: + 100.000; YL feat. Ninho                                                                          |
| 2018 | À midi C’est la loi                      | FR130 (1 Wo.)FR | — | — | Charteinstieg: 11. Mai 2018 Naza feat. Ninho                                                                                             |
| 2018 | Prêt à partir Jvlivs                     | FR2 Diamant · (13 Wo.)FR | — | CH92 (1 Wo.)CH | Charteinstieg: 26. Oktober 2018 Verkäufe: + 333.333; Sch feat. Ninho                                                                     |
| 2018 | Et je deviens fou La zone en personne    | FR19 Gold · (8 Wo.)FR | — | — | Charteinstieg: 14. Dezember 2018 Verkäufe: + 100.000; Jul feat. Ninho                                                                    |
| 2019 | C’est elle Stone                         | FR42 Platin · (23 Wo.)FR | — | — | Charteinstieg: 19. April 2019 Verkäufe: + 200.000; Alonzo feat. Ninho                                                                    |
| 2019 | Quotidien L’affranchi                    | FR14 Platin · (31 Wo.)FR | — | — | Charteinstieg: 26. April 2019 Verkäufe: + 200.000; Koba LaD feat. Ninho                                                                  |
| 2019 | Mauvais côté Ne le dites pas à ma mère   | FR137 (2 Wo.)FR | — | — | Charteinstieg: 28. September 2019 Amy feat. Ninho                                                                                        |
| 2019 | BLH Zone 59                              | FR39 Gold · (7 Wo.)FR | — | — | Charteinstieg: 29. November 2019 Verkäufe: + 100.000; Gradur feat. Ninho                                                                 |
| 2020 | Double binks Virus: avant l’album        | FR18 Gold · (8 Wo.)FR | — | — | Charteinstieg: 24. April 2020 Verkäufe: + 100.000; Leto feat. Ninho & Zed                                                                |
| 2020 | Dadinho R.I.P.R.O 4                      | FR4 Platin · (6 Wo.)FR | — | CH98 (1 Wo.)CH | Charteinstieg: 23. Oktober 2020 Verkäufe: + 200.000; Lacrim feat. Ninho                                                                  |
| 2020 | Encore Détail                            | FR4 Platin · (14 Wo.)FR | — | CH62 (1 Wo.)CH | Charteinstieg: 1. November 2020 Verkäufe: + 200.000; Koba LaD feat. Ninho                                                                |
| 2020 | Enfants terribles A-One                  | FR5 Platin · (22 Wo.)FR | — | — | Charteinstieg: 25. Dezember 2020 Verkäufe: + 200.000; Landy feat. Ninho                                                                  |
| 2021 | Vie de star Rec. 118 – 20/21             | FR22 Platin · (23 Wo.)FR | — | — | Charteinstieg: 8. Januar 2021 Verkäufe: + 200.000; Leto feat. Ninho                                                                      |
| 2021 | Champion ART                             | FR15 Diamant · (35 Wo.)FR | — | — | Charteinstieg: 5. März 2021 Verkäufe: + 333.333; Serge Ibaka feat. Ninho                                                                 |
| 2021 | Kimono Aimons-Nous Vivants               | FR8 Gold · (11 Wo.)FR | — | — | Charteinstieg: 16. April 2021 Verkäufe: + 100.000; Sadek feat. Sch & Ninho                                                               |
| 2021 | Mendosa Omerta                           | FR53 (2 Wo.)FR | — | — | Charteinstieg: 12. Juni 2021 Dadinho feat. Ninho                                                                                         |
| 2021 | Gasolina Toujours nous-mêmes             | FR8 Diamant · (57 Wo.)FR | — | — | Charteinstieg: 3. September 2021 Verkäufe: + 333.333; Hornet La Frappe feat. Ninho                                                       |
| 2022 | Suis-moi Ronisia                         | FR12 Platin · (22 Wo.)FR | — | — | Charteinstieg: 4. Februar 2022 Verkäufe: + 200.000; Ronisia feat. Ninho                                                                  |
| 2022 | Kongolais mauvais Le chemin des braves   | FR16 (4 Wo.)FR | — | — | Charteinstieg: 8. April 2022 Da Uzi feat. Ninho                                                                                          |
| 2023 | Ciao Carré                               | FR3 Diamant · (43 Wo.)FR | BEW46 (1 Wo.)BEW | CH69 (1 Wo.)CH | Charteinstieg: 4. Februar 2023 Verkäufe: + 333.333; Werenoi feat. Ninho                                                                  |
| 2023 | Acolyte MRTHN                            | FR15 Gold · (15 Wo.)FR | — | — | Charteinstieg: 18. März 2023 Verkäufe: + 100.000; Gianni feat. Dadju & Ninho                                                             |
| 2023 | C’est carré le S En temps réel           | FR1 Diamant · (52 Wo.)FR | BEW21 (12 Wo.)BEW | CH27 (4 Wo.)CH | Charteinstieg: 5. Mai 2023 Verkäufe: + 333.333; Naps feat. Gazo & Ninho                                                                  |
| 2023 | María Reinsertado                        | FR80 (4 Wo.)FR | — | — | Charteinstieg: 19. Mai 2023 Morad feat. Ninho                                                                                            |
| 2023 | Cités de France Chef D’orchestre         | FR53 (2 Wo.)FR | — | — | Heuss l’Enfoiré feat. Zeg P & Ninho |
| 2023 | 187 mesures Trapstar 3                   | FR20 (2 Wo.)FR | — | — | Leto feat. Ninho |
| 2023 | Mauvaise nouvelle Instinct               | FR30 (3 Wo.)FR | — | — | Softo feat. Ninho |
| 2024 | Karma Débrouillard                       | FR103 (1 Wo.)FR | — | — | Negrito feat. Ninho |
| 2024 | Danger Fracturé                          | FR60 (3 Wo.)FR | — | — | Rimkus feat. Ninho |
| 2025 | OTF Original Gangsta                     | FR37 (2 Wo.)FR | — | — | Da Uzi feat. Ninho |
| 2025 | Camp nou 77 Degrés                       | FR53 (2 Wo.)FR | — | — | 77 Degrés feat. Ninho |
| 2025 | Triple V Diamant Noir                    | FR1 Platin · (… Wo.)FR | BEW6 (7 Wo.)BEW | CH11 (3 Wo.)CH | Werenoi feat. Damso & Ninho |
| 2025 | État des lieux (part 1) État des lieux   | FR12 Gold · (16 Wo.)FR | BEW31 (2 Wo.)BEW | CH43 (1 Wo.)CH | La Fouine feat. Ninho |
| 2025 | État des lieux (part 2) État des lieux   | FR58 (2 Wo.)FR | — | — | La Fouine feat. Ninho |
| 2025 | +34 PLS                                  | FR106 (… Wo.)FR | — | — | Mister You feat. Ninho |

## Boxsets
| Jahr | Titel                                 | Höchstplatzierung, Gesamtwochen, AuszeichnungChartplatzierungen (Jahr, Titel, Platzierungen, Wochen, Auszeichnungen, Anmerkungen) | Höchstplatzierung, Gesamtwochen, AuszeichnungChartplatzierungen (Jahr, Titel, Platzierungen, Wochen, Auszeichnungen, Anmerkungen) | Höchstplatzierung, Gesamtwochen, AuszeichnungChartplatzierungen (Jahr, Titel, Platzierungen, Wochen, Auszeichnungen, Anmerkungen) | Anmerkungen                            |
| Jahr | Titel                                 | FR | BEW | CH | Anmerkungen                            |
| ---- | ------------------------------------- | --- | --- | --- | -------------------------------------- |
| 2020 | Coffret 4 Albums CD + Poster exclusif | FR187 (1 Wo.)FR | — | — | Erstveröffentlichung: 16. Oktober 2016 |

## Statistik

### Chartauswertung
|                     | FR    | BEW     | CH    |
| ------------------- | ----- | ------- | ----- |
| Nummer-eins-Alben   | FR6FR | BEW5BEW | CH—CH |
| Top-10-Alben        | FR7FR | BEW7BEW | CH5CH |
| Alben in den Charts | FR8FR | BEW8BEW | CH7CH |

|                       | FR      | BEW      | CH     |
| --------------------- | ------- | -------- | ------ |
| Nummer-eins-Singles   | FR13FR  | BEW1BEW  | CH—CH  |
| Top-10-Singles        | FR102FR | BEW5BEW  | CH3CH  |
| Singles in den Charts | FR229FR | BEW41BEW | CH50CH |

### Auszeichnungen für Musikverkäufe
| Goldene Schallplatte - Frankreich - 2022: für das Lied Monotonie - 2025: für das Lied Soleil - Kanada - 2024: für die Single Maman ne le sait pas - 2024: für die Single Lettre à une femme - 2024: für das Lied Jefe | Platin-Schallplatte - Frankreich - 2023: für das Lied Tout ira mieux - 2024: für das Lied Pour nous - Italien - 2021: für die Single Billets Diamantene Schallplatte - Frankreich - 2025: für das Lied Malcolm |

Anmerkung: Auszeichnungen in Ländern aus den Charttabellen bzw. Chartboxen sind in ebendiesen zu finden.
| Land/RegionAuszeichnungen für Musikverkäufe (Land/Region, Auszeichnungen, Verkäufe, Quellen) | Gold       | Platin       | Diamant       | Verkäufe   | Quellen         |
| -------------------------------------------------------------------------------------------- | ---------- | ------------ | ------------- | ---------- | --------------- |
| Belgien (BRMA)                                                                               | 8× Gold8   | Platin1      | —             | 105.000    | ultratop.be     |
| Frankreich (SNEP)                                                                            | 62× Gold62 | 70× Platin70 | 73× Diamant73 | 44.356.649 | snepmusique.com |
| Kanada (MC)                                                                                  | 3× Gold3   | —            | —             | 120.000    | musiccanada.com |
| Italien (FIMI)                                                                               | —          | Platin1      | —             | 70.000     | fimi.it         |
| Schweiz (IFPI)                                                                               | Gold1      | 3× Platin3   | —             | 60.000     | hitparade.ch    |
| Insgesamt                                                                                    | 74× Gold74 | 75× Platin75 | 73× Diamant73 |            |                 |